# Hans Blumenberg
Hans Blumenberg (ur. 13 lipca 1920 w Lubece, zm. 28 lutego 1996 w Altenberge) – filozof niemiecki, którego badania miały szczególny wpływ na rozwój metaforologii, teoretyk literatury, historii, nauki i religii, zajmujący się głównie rozważaniami z zakresu ontologii, fenomenologii i hermeneutyki.

## Życiorys
Hans Blumenberg był najstarszym synem Josepha Carla Blumenberga (1880-1949), właściciela wydawnictwa artystycznego w Lubece i jego żony Else Blumenberg (1882-1945). Po zakończeniu nauki szkolnej w 1939 roku egzaminem dojrzałości, Blumenberg rozpoczął studiować teologię katolicką – studia musiał jednak przerwać z powodu wybuchu II wojny światowej. Rodzina Blumenberga miała żydowskie pochodzenie i nawet katolicki chrzest nie uchronił go przed represjami. Blumenberg został wcielony do Reichsarbeitsdienst, a później pracował w koncernie Drägerwerk AG. W 1944 został internowany i przeniesiony do obozu koncentracyjnego. Ostatecznie za wstawiennictwem Heinricha Drägera został wypuszczony, a do końca wojny ukrywał się u rodziny Heinck, z której pochodziła jego przyszła małżonka.
Po 1945 kontynuował kształcenie studiując filozofię, germanistykę i klasyczną filologię na Uniwersytecie w Hamburgu. W 1947 uzyskał tytuł doktorski za pracę Beiträge zum Problem der Ursprünglichkeit der mittelalterlich-scholastischen Ontologie na Uniwersytecie w Kilonii, gdzie dwa lata później otrzymał również habilitację za pracę Die ontologische Distanz. Eine Untersuchung über die Krisis der Phänomenologie Husserl. Już w 1958 został profesorem nadzwyczajnym na Uniwersytecie w Hamburgu, a w 1960 profesorem zwyczajnym na Uniwersytecie w Gießen. W 1965 przeniósł się do Bochum, a w 1970 do Münster, gdzie pracował aż do przejścia na emeryturę w 1985 roku.
Blumenberg był członkiem Akademie der Wissenschaft und der Literatur zu Mainz, Senatu Deutsche Forschungsgemeinschaft i współzałożycielem powołanego w 1963 roku stowarzyszenia naukowców „Poetik und Hermeneutik”.
Zmarł 28 marca 1996 roku na zawał. Miał trzech synów i córkę (Bettina Blumenberg – pisarka i tłumacz). Przy współpracy z córką Bettiną Sybilla Lewitscharoff napisała książkę Blumenberg, która przedstawia pewne anegdoty z życia Blumenberga z uwzględnieniem wypowiedzi filozofa.

## Filozofia
W dziele Paradigmen zu einer Metaphorologie odnosząc się do wybranych aspektów nauk humanistycznych i filozoficznych Blumenberg stwierdza, że niektóre metafory (jak np. „naga prawda” dosł. „nackte Wahrheit”) powinny być rozpatrywane jako podstawowe podmioty języka filozofii, które nie są tożsame z pojęciami. Takie „absolutne metafory” nigdy nie tworzą pełnego wyobrażenia o rzeczywistości jako jednej całości, na której jednak może i musi opierać się ludzkie działanie i myślenie.
Pojęcia i metafory stanowią istotny punkt odniesienia w dziełach Blumenberga. W Begriffe in Geschichten („Pojęcia w historiach”) postuluje, że pojęcia są jednostkami, które mają własny los i są albo wykształcane przez społeczeństwo albo przez nie wynalezione. Definicje to dzieła sztuki, których historiom oddaje swoją uwagę. Przykładowo „zdrowie” jest dla niego pojęciem opisującym stan pełnego psychicznego, fizycznego i społecznego dobrego samopoczucia, które jednak nie jest zauważalne jak długo nie zostanie utracone. To także stan, który może się jedynie pogorszyć. Przy tych rozważaniach odnosi się również do definicji istoty ludzkiej. Wskazuje również jak łatwo od definicji człowieka stworzyć definicję podczłowieka, która powinna być nietykalna, a jednak została zniekształcona przez nazistowskie wpływy. Jako przykład podaje Carla Schmitta – antysemity, członka NSDAP, prawnika i teoretyka państwa autorytarnego – osoby o przeciwstawnych poglądach do filozofii Blumenberga. Pomimo tego, Blumenberg nawiązał z nim kontakt listowny (czego dowodem jest praca Briefwechsel 1971-1978: Und weitere Materialien).
Kolejnym kluczowym zagadnieniem w rozważaniach Blumenberga było pojęcie Epochenschwelle, odnoszące się do okresu przełomu epok. Jest częścią periodyzacji historii i tworzy historiograficzną kategorię określającą moment przejścia z jednej epoki do drugiej. Blumenberga interesowało szczególnie przejście ze średniowiecza do współczesności, które opisywał m.in. w Legitimität der Neuzeit lub Die Genesis der kopernikanischen Welt. Współczesność została przedstawiona w przeciwieństwie do antyku i średniowiecza jako niezależna epoka, której wykształcenie się jest wynikiem konieczności uwierzenia we własne możliwości społeczeństwa w obliczu zaostrzenia się „teologicznego absolutyzmu” w późnym średniowieczu. Według Blumenberga ta konieczność usamodzielnienia się zrehabilitowała teoretycznie antyczną pogoń za wiedzą.
W późniejszych studiach (Arbeit am Mythos, Höhlenausgänge) Blumenberg poświęcił się antropologicznym podstawom swoich rozważań. Głównym motywem jest tutaj myśl Arnolda Gehlena mówiąca, że człowiek jako skończona i krucha istota potrzebuje pewnych środków pomocy, żeby w obliczu „absolutnej rzeczywistości” („Absolutismus der Wirklichkeit”) móc się utrzymać, utwierdzić, określić. W odniesieniu do tego twierdzenia Blumenberg interpretuje metafory i mity, które pozwalają człowiekowi nabrać dystansu i zorientować się w rzeczywistości, jako funkcjonalny ekwiwalent do instytucji społecznych.
W Matthäuspassion filozof postawił pytanie o to, jakie znaczenie mogą mieć jeszcze chrześcijańskie wypowiedzi dla czytelnika, który – jak sam Blumenberg – nie jest już chrześcijaninem, ale w interpretacji odnosi się do wzorców chrześcijańskich. Neopogańskie implikacje w antropologicznych teoriach Blumenberga odnośnie do mitów zostały na nowo rozpatrzone i skrytykowane. Pomimo nawet autobiograficznie motywowanego pożegnania z chrześcijaństwem, dzieła Blumenberga znajdują zainteresowanie także wśród teologów i są powodem do dyskusji zarówno w kręgach protestanckich, jak i katolickich.

## Blumenberg i sztuka
W swoim studium Paradygmaty dla metaforologii Blumenberg podejmuje również temat literaturoznawczy, a mianowicie rozważa stosunek jaki istnieje między pojęciem prawdopodobieństwa a sztuką. Według filozofa człowiek przypisuje sztuce jej własną prawdę, nie prawdopodobieństwo, gdyż to pojęcie wydaje się zbyt mało podniosłe dla rozważań o sztuce. Blumenberg nawiązuje do antycznej estetyki mówiącej, że przy dziele sztuki powinno się stawiać prawdopodobieństwo nad prawdą, gdyż dzieło sztuki należy rozpatrywać nie w odniesieniu do sprawdzalnych faktów, lecz do samego w sobie pozoru prawdy. Z kolei idąc za Lessingiem, Blumenberg przytacza tezę, że samo naśladowanie natury w tworzeniu sztuki może tyleż osiągnąć co czyste naśladowanie natury w poezji, bowiem zarówno poeta, jak i malarz tworzą chętniej to co niemożliwe, choć prawdopodobne, a nie to co, po prostu możliwe. To prawdopodobieństwo sztuki jest jej siłą przekonywania, z tego powodu jest obojętne, czy przykładowo zdarzenie przedstawione w fabule ma rzeczywiste odzwierciedlenie w faktach. W dalszych rozważaniach można przeczytać nawet, że prawda historyczna zdaje się czasem mniej prawdopodobna niż rzeczywistość dowolnie stworzona przez artystę, który mógł, wszystko co określa za prawdziwe, uczynić prawdopodobnym.
Oprócz rozważań o literaturze zawartych w Paradygmatach można znaleźć jeszcze więcej literaturoznawczych odniesień w książce Schriften zur Literatur 1945-1958, wydanej już pośmiertnie w 2017 roku. Znajdziemy tam szkice Blumenberga traktujące m.in. o noweli Dostojewskiego „Łagodna”, powieści Sartra „Muchy”, czy nawet o współczesnej recepcji mitu Fausta, aż do rozmyślań nad eposem i mytem w powieściach Faulknera. W licznych recenzjach, mowach czy wykładach Blumenberg podejmował się rozważań o współczesnej literaturze niemieckojęzycznej i międzynarodowej, które balansowały na granicy literatury i filozofii nierzadko tematyzując egzystencjalne pytania.

## Recepcja
Osobiści uczniowie Blumenberga (Manfred Sommer, Ferdinand Fellmann, Heinrich Niehues-Pröbsting) rozwinęli swoje własne podstawy filozoficzne w oparciu i nawiązaniu do głównych myśli nauczyciela. Oprócz tego teorie Blumenberga znalazły rozgłos w Niemczech przede wszystkim w kręgach Joachima Rittera i Odo Marquarda, który przejął elementy z antropologii Blumenberga do teoretycznych rozważań w legitymizacji nauk humanistycznych. Ze szczególnym zainteresowaniem spotkały się rozważania o metaforologii, która wpasowała się w teorie literaturoznawcze (prace m.in. Anselma Haverkampa), lecz również w teorie naukowe, którymi zajmował się Lutz Danneberg.
Recepcja prac Blumenberga w anglojęzycznej przestrzeni rozpoczęła się wraz z ukazaniem się pierwszego angielskiego tłumaczenia w 1983 roku. Przekład Legitimität der Neuzeit omówił Richard Rorty, który ubolewał na tak opóźnionym odbiorze tego dzieła. Do teorii Blumenberga w swoich studiach odnoszą się przykładowo: Robert B. Pippin, Elizabeth Brient, Charles Taylor.
Za życia filozofa popularnością cieszył się jego felieton na łamach gazet Frankfurter Allgemeine Zeitung i Zürcher Zeitung. Oprócz tego organizowane przez niego wydarzenia i seminaria zawsze spotykały się z dużym zainteresowaniem. Publiczność ochrzciła go nawet mianem „filozofa-poety”, choć sam wolał nazywać się „myślicielem”.
W Polsce recepcja filozofii Blumenberga rozpoczęła się od publikacji przekładu dzieła Wirklichkeiten, in denen wir leben. Aufsätze und eine Rede. Duże znaczenie miało wydanie tłumaczenia książki Arbeit am Mythos. Praca nad mitem jest zaliczana do klasycznych dzieł filozofii XX wieku, bowiem wywołała szeroką dyskusję w świecie humanistów wykraczającą poza ramy filozofii akademickiej, która trwa do dziś. Blumenberg jest nie tylko tematem seminariów uniwersyteckich, ale także debat kulturoznawczych i teologicznych. Nawet 20 lat po śmierci filozofa jego tezy wywołują poruszenie – jak chociażby za sprawą opublikowanego w 2014 roku listu do Uwe Wollfa napisanego przedśmiertnie przez Blumenberga wrócono w polskim środowisku teologicznym do rozważań filozofa.

## Wyróżnienia
- 1974: Nagroda Kuno Fischer Uniwersytetu Heidelberg
- 1980: Nagroda Zygmunta Freuda za naukową prozę Niemieckiej Akademii Języka i Poezji w Darmstadt
- 1982: Tytuł Doctor honoris causa na Uniwersytecie w Gießen

## Wybrane publikacje
- Die ontologische Distanz. Eine Untersuchung über die Krisis der Phänomenologie Husserls. Habilitationsschrift. Kiel.
- Die Legitimität der Neuzeit. Suhrkamp, Frankfurt am Main 1966; nowe wydanie 1996.
- Der Prozess der theoretischen Neugierde. Suhrkamp, Frankfurt am Main 1973.
- Die Genesis der kopernikanischen Welt. Suhrkamp, Frankfurt am Main 1975.
- Arbeit am Mythos. Suhrkamp, Frankfurt am Main 1979.
- Die Lesbarkeit der Welt. Suhrkamp, Frankfurt am Main 1979.
- Lebenszeit und Weltzeit. Suhrkamp, Frankfurt am Main 1986.
- Das Lachen der Thrakerin. Eine Urgeschichte der Theorie. Suhrkamp, Frankfurt am Main 1987.
- Höhlenausgänge. Suhrkamp, Frankfurt am Main 1989.
- Die Vollzähligkeit der Sterne. Suhrkamp, Frankfurt am Main 1997.
- Begriffe in Geschichten. Suhrkamp, Frankfurt am Main 1998.
- Goethe zum Beispiel. Insel, Frankfurt am Main 1999.
- Die Verführbarkeit des Philosophen. Suhrkamp, Frankfurt am Main 2000.
- Zu den Sachen und zurück. Suhrkamp, Frankfurt am Main 2002.
- Beschreibung des Menschen. Suhrkamp, Frankfurt am Main 2006.
- Theorie der Unbegrifflichkeit. Suhrkamp, Frankfurt am Main 2007.
- Theorie der Lebenswelt. Suhrkamp, Frankfurt am Main 2010.

Publikacje przetłumaczone na język polski:
- Rzeczywistości w których żyjemy. Rozprawy i jedno przemówienie, Oficyna Naukowa 1997
- Praca nad mitem, Oficyna Naukowa 2009
- Paradygmaty dla metaforologii, Aletheia 2017
- Prawowitość epoki nowożytnej, PWN 2019